# Charles Domont
Pour les articles homonymes, voir Domon.
Charles Domont (né en 1901, mort en 1976) est un spéléologue français. 
Il réalise d'importantes découvertes dans les gorges de l'Aveyron et le Tarn-et-Garonne.

## Biographie
Charles Domont est né  le 8 novembre 1901 à Saint-Antonin-Noble-Val (Tarn-et-Garonne) ; il est décédé le 17 octobre 1976 à Montauban, dans le même département.
Il fut commandant de marine.

## Activités spéléologiques
À l'âge de cinquante ans, en compagnie de ses collègues de la Société des sciences naturelles de Tarn-et-Garonne et de la Société des amis du vieux Saint-Antonin, il participe à d'importantes découvertes dans les gorges de l'Aveyron.
En septembre 1951, il plonge dans la résurgence de Thouriés, équipé d'un scaphandre Cousteau, et franchit le premier passage noyé.
Le 13 août 1953, il participe à l'exploration du réseau actif de la grotte du Capucin jusqu'au siphon terminal.
Le 29 août 1955, il franchit en premier le premier siphon de la Dame Blanche, qui donne accès à un lac souterrain et à plusieurs centaines de mètres d'une rivière souterraine.

## Œuvres
- Domont, C. (1953) : Le ruisseau souterrain du Capucin, in Bulletin de la Société de sciences naturelles de Tarn-et-Garonne, tome II, 1953, pages 13-19 (reprise d'un article du Bulletin de la Société des Amis du vieux Saint-Antonin).
- Cavaillé, A., Domont, C. et Galan, A. (1955) : Quelques grottes du causse de Limogne et leur signification morphologique, in Annales de spéléologie (Paris), 1955, pages 144-168.
- Domont, C. (1956) : La grotte de la Dame Blanche, in Bulletin de la Société des Amis du vieux Saint-Antonin, 1956, page 28.
- Domont, C. (1958) : Campagne de spéléologie 1957 in Bulletin de la Société des Amis du vieux Saint-Antonin, 1958.

## Sources et références
- « Les grandes figures disparues de la spéléologie française », Spelunca (Spécial Centenaire de la Spéléologie), no 31,‎ juillet-septembre 1988, p. 46 (lire en ligne)
- Delanghe, Damien, Médailles et distinctions honorifiques (document PDF), in : Les Cahiers du CDS no 12, mai 2001.
- Association des anciens responsables de la fédération française de spéléologie : In Memoriam.

1. ↑  « Source de Thouriès », sur plongeesout.com (consulté le 16 février 2018).
2. ↑  « Grotte de la Dame Blanche », sur grottocenter.